# Crassula oblanceolata
Crassula oblanceolata (лат.) — вид однолетних растений рода Толстянка (Crassula) семейства Толстянковые (Crassulaceae), естественно произрастающий на территории Намибии и Капской провинции Южно-Африканской Республики.

## Название
Родовое латинское название Crassula происходит от латинского слова crassus, — «толстый», в основном из-за присутствия у растений этого рода сочных листьев.
Видовой латинский эпитет oblanceolata происходит от лат. oblanceolatus, которое в свою очередь образовано от приставки ob-, означающей «перевернутый», и lanceolatus, что переводится как «ланцетный» или «копьевидный», указывая на форму листьев.

## Ботаническое описание
Однолетник с прямостоячими стеблями, редко полегающими, достигающими длины от 60 до 120 мм. Листья сидячие, разнообразной формы — от обратноланцетных до узкоэллиптических, размерами (3-)5-8 (-10) х 1-4 мм, обычно тупые, сжатые в плоскости, голые, немного мясистые, окрашенные от жёлтовато-зелёного до красного.
Цветки собраны в соцветия типа тирс с одним или несколькими дихазиями, с цветками, имеющими 4 или 5 лепестков. Чашечка состоит из ланцетно-продолговатых долей, длиной 1,5-3 мм, после цветения удлиняющихся, с тупо-острыми концами, голыми, от зеленого до коричневого оттенка. Венчик чашевидный, часто с красноватым оттенком у основания, его доли эллиптические, 2-3 мм длиной, с тупыми или слегка острыми концами. Тычинки с желтыми пыльниками. Семена (6-)8-16 выходят через апикальную пору листовки.

## Распространение и экология
Чаще всего данный вид обитает во влажных или затененных местах под камнями на защищенных склонах. Реже можно встретить его поодиночке на влажных склонах или в понижениях, обычно в сочетании с сухой растительностью.

## Таксономия
Crassula oblanceolata Schönland & Baker f., первое упоминание в J. Bot. 36: 365 (1898).

### Синонимы
Гетеротипные (основанные на разных номенклатурных типах):
- Crassula lambertiana Schönland & Baker f. (1898)
- Crassula tenuis Dod (1901)

## Охранный статус
Этот таксон не участвовал в четырех процессах скрининга, направленных на выявление потенциально уязвимых таксонов, которые вызывают опасения в плане сохранения, и не прошел подробную оценку. По этой причине ему был автоматически присвоен статус «вызывающий наименьшее беспокойство».